# Bodawpaya
Bodawpaya (Tiếng Miến Điện: ဘိုးတော်ဘုရား, phát âm [bódɔ̀ pʰəjá]; Tiếng Thái: ปดุง); (11 tháng 3 năm 1745 - 5 tháng 6 năm 1819) là vị vua thứ sáu của triều Konbaung tại xứ Miến Điện. Triều đại của ông kéo dài trong suốt 37 năm, từ năm 1782 đến năm 1819.
Ông lên ngôi sau khi hạ bệ thành công người cháu của mình là Phaungkaza Maung Maung. Trong triều đại của ông đã tiến hành hàng loạt các cuộc chiến tranh xâm lược về phía đông và nhất là Xiêm La. Thời kỳ cai trị của ông được gọi là thời kỳ Amarapura.
Ông được đặt hiệu là Hsinbyumyashin tức có nghĩa là Chúa tể của loài Bạch tượng.

## Ban đầu
Ông sinh ngày 11 tháng 3 năm 1745 tại Inwa, Mandalay, Miến Điện. Ông là người con trai thứ tư của vị quốc vương sáng lập triều đại Alaungpaya, mẹ của ông là bà Yun San. Ban đầu ông được biết đến với cái tên Maung Shwe Wain và sau này là thái tử Badon Min.

## Sự nghiệp cai trị
Ngày 11 tháng 2 năm 1782, sau khi lật đổ và xử tử được cháu trai của mình là Phuangkaza Muang Muang. Ông lên ngôi vua của Triều Konbaung, lấy hiệu là Bodawpaya và bắt đầu thời kỳ cai trị 37 năm của mình. Sau khi lên ngôi ông đã cho di dời kinh đô từ Inwa trở về lại Amarapura vào năm 1782. Trong triều đại của mình, ông đã xâm chiếm thành công Arakan vào năm 1784. Người Miến đã đem nhiều kho báu, của cải và nô lệ về Miến Điện. Khi Arakan bị sáp nhập thành một tỉnh của Miến Điện, biên giới của quốc gia trở nên tiếp giáp với Ấn Độ thuộc Anh, gây ra mầm họa trong tương lai.

### Đánh giá
Vị quốc vương được nhân dân tôn kính và được đặt cho rất nhiều ngoại hiệu, tuy nhiên về phía người Anh thì lại cho rằng ông là một bạo chúa.